# Paracles brunneivenis
Paracles brunneivenis är en fjärilsart som beskrevs av Embrik Strand 1919. Paracles brunneivenis ingår i släktet Paracles och familjen björnspinnare. Inga underarter finns listade i Catalogue of Life.